# Heteropoda striatipes
Heteropoda striatipes är en spindelart som först beskrevs av Leardi 1902.  Heteropoda striatipes ingår i släktet Heteropoda och familjen jättekrabbspindlar. Inga underarter finns listade i Catalogue of Life.